# Carlos Morales Troncoso

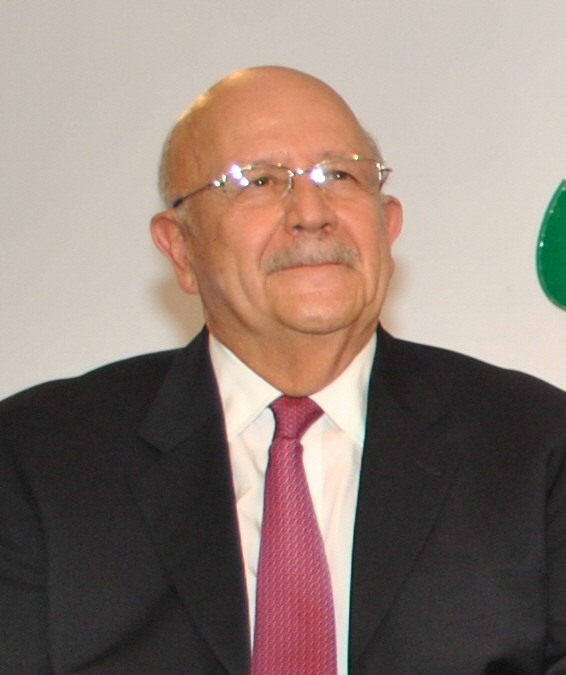
Carlos Morales Troncoso

Carlos Morales Troncoso (* 29. September 1940 in Santo Domingo, Dominikanische Republik; † 25. Oktober 2014 in Houston, Texas) war ein Geschäftsmann, Politiker, Vizepräsident und Außenminister der Dominikanischen Republik.

## Leben

### Wirtschaftliche Tätigkeiten
Nach dem Schulbesuch begann er zunächst ein Studium in Puerto Rico, das an der Louisiana State University fortsetzte und 1962 mit den akademischen Graden als Ingenieur für Chemie und Zuckerindustrie zum Abschluss brachte. Seit 1972 ist er Mitglied des Amerikanischen Instituts der Chemieingenieure (Instituto Americano de Ingenieros Químicos – AICHE).
Nach seiner Rückkehr in die Dominikanische Republik begann er im Oktober 1962 eine Tätigkeit als Chemieingenieur. Zunächst war er Assistenzingenieur für Pflanzungen und stieg nach einer Tätigkeit als Stellvertretender Vorstandsvorsitzender von 1970 bis 1976 schließlich 1976 zum Vorstandsvorsitzenden und CEO der Gulf & Western Americas Corporation auf und hatte diese Stellung bis 1984 inne.
Anschließend war er bis 1986 Mitglied des Vorstandes der Okeelanta Sugar Company. In den folgenden Jahren wurde er zu einem der führenden Industriemanager des Landes und war zuletzt auch Präsident der Central Romana Corporation. Außerdem war er einer der Mitbegründer der Gruppe der Zuckerproduzierenden Länder der Karibik (Grupo Azucarero de los Países de la Cuenca del Caribe (CBI Sugar Group)) und zuletzt auch deren Präsident. Daneben förderte er die Gründung des Dominikanischen Zuckerinstituts (Instituto Azucarero Dominicano). Des Weiteren war er in mehreren anderen Wirtschaftszweigen von maßgeblichen Einfluss und förderte als Präsident und Schatzmeister der Fundación Gulf & Western Dominicana den Tourismus, aber auch die industrielle, wirtschaftliche und soziale Entwicklung des Landes, besonders des östlichen Teils der Dominikanischen Republik.
Des Weiteren war Morales Troncoso Mitglied des Währungsausschusses der Zentralbank (Banco Central de la República Dominicana). Für seine wirtschaftliche Tätigkeit wurde er mehrfach ausgezeichnet.

### Politische Laufbahn
Am 16. Mai 1986 wurde er als Kandidat der Partido Reformista Social Cristiano (PRSC) zum Vizepräsidenten der Dominikanischen Republik gewählt und war damit Vertreter von Präsident Joaquín Balaguer und hatte dieses Amt bis 1990 inne. In dieser Funktion war er auch bis 1989 Exekutivdirektor des Staatlichen Zuckerrates (Consejo Estatal del Azúcaar). Danach war er zwischen 1989 und 1990 als Nachfolger von Eduardo A. León Botschafter in den USA.
Nach seiner Rückkehr in die Dominikanische Republik wurde er 1990 unter Präsident Balaguer zum Vizepräsidenten gewählt und hatte dieses Amt bis zum Ende der Wahlperiode 1994 inne. Anschließend wurde er von Präsident Balaguer im August 1994 erstmals zum Außenminister ernannt und behielt dieses Amt bis zum Rücktritt Balaguers im Mai 1996. In dieser Funktion war er Präsident der Nationalen Kommission des GATT sowie im November 1995 Präsident des Ministerrates des Caribbean Forum of African, Caribbean and Pacific States (CARIFORUM), das als regionaler Partner bei Wirtschaftspartnerschaftsabkommen mit der Europäischen Union auftritt.
Am 16. August 2004 wurde er von Präsident Leonel Fernández wiederum zum Außenminister ernannt und hatte dieses Amt bis zum 15. September 2014 inne. Sein Nachfolger als Außenminister ist Andrés Navarro. In der Funktion des Außenministers war er auch Mitglied des Ministerrates des Zentralamerikanischen Integrationssystems (Sistema de Integración de Centro América) (SICA).
Am 10. August 2009 wurde er zum neuen Präsidenten der PRSC gewählt.

## Schriften
- De lo privado a lo público. Fundación Morales Alba, Santo Domingo 2002. ISBN 99934740307.